# Vukašin Brajić
Vukašin Brajić (Вукашин Брајић en Serbe) est un chanteur bosnien et serbe, né le 9 février 1984 à Sanski Most.

## Biographie
Il devient célèbre en participant à la première saison (2008/2009) d'Operacija trijumf et termine 2e de l'émission, diffusée par 6 télévisions nationales dans 5 pays des Balkans: la Bosnie-Herzégovine, la Croatie, la Macédoine, le Monténégro et la Serbie.
Il tente avec le groupe OT Bend de participer pour la Serbie au Concours Eurovision de la chanson en 2009 mais ils terminent 2e de la sélection nationale.
Il participe pour la Bosnie-Herzégovine au Concours Eurovision de la chanson en 2010 à Oslo, avec la chanson "Munja i grom", traduite en anglais pour l'occasion, sous le titre de Thunder and Lightning.